# IC 1309
IC 1309 је спирална галаксија у сазвјежђу Стријелац која се налази на листи објеката дубоког неба у Индекс каталогу.
Деклинација објекта је - 17° 13' 57" а ректасцензија 20h 3m 1,4s. Привидна величина (магнитуда) објекта IC 1309 износи 14,2 а фотографска магнитуда 15,0.